# Championnat du monde de Formule 1 1962
Navigation
1961 1963
Le championnat du monde de Formule 1 1962 a été remporté par l'Anglais Graham Hill sur une BRM. BRM a remporté le championnat du monde des constructeurs.
Cette saison 1962 est immortalisée au cinéma par le film The Young Racers de Roger Corman.

## Règlement sportif
- Seuls les 5 meilleurs résultats sont retenus.
- L'attribution des points s'effectue selon le barème 9, 6, 4, 3, 2, 1.

## Règlement technique
- Moteurs atmosphériques de 1 500 cm3
- Moteurs suralimentés interdits

## Principaux engagés
La Scuderia Ferrari compte sur son champion du monde Phil Hill. Ginther parti chez BRM et Von Trips décédé, Enzo Ferrari a fait appel au prometteur mexicain Ricardo Rodríguez vu à Monza la saison passée et a titularisé Giancarlo Baghetti, vainqueur surprise du dernier Grand Prix de France. Par contre le directeur technique (Carlo Chiti) et le directeur sportif (Romolo Tavoni) ont claqué la porte pour s'en aller fonder une nouvelle écurie, dénommée ATS (Automobili Turismo e Sport).
Bénéficiant d'un nouveau moteur Climax V8 enfin adapté à la nouvelle réglementation, Lotus sort coup sur coup deux nouvelle voitures : la 24 destinée aux clients et la Lotus 25 monocoque. Colin Chapman a évincé Innes Ireland, vainqueur du dernier Grand Prix de la saison 1961 pour le remplacer par Trevor Taylor. Jim Clark, valeur montante du championnat du monde reste premier pilote.
Cooper bénéficie également du nouveau moteur Climax. Jack Brabham, parti fonder sa propre structure, est remplacé par le Sud-Africain Tony Maggs aux côtés de Bruce McLaren.
Après une année de transition avec le moteur Climax, BRM revient avec un moteur-maison adapté au nouveau règlement. Graham Hill a pour coéquipier Richie Ginther en provenance de la Scuderia Ferrari.
Victime d'un grave accident lors d'une épreuve hors-championnat à Goodwood au printemps, Stirling Moss a été relevé avec de multiples fractures. Celui que la plupart des observateurs considéraient comme le meilleur pilote du monde depuis le retrait de Fangio ne pilotera plus en Formule 1.
Liste complète des écuries et pilotes ayant couru dans le championnat 1962 de Formule 1 organisé par la FIA.
| Écurie                         | Constructeur     | Châssis      | Moteur                                                    | Pneus | Pilotes                 | Courses   |
| ------------------------------ | ---------------- | ------------ | --------------------------------------------------------- | ----- | ----------------------- | --------- |
| Scuderia Ferrari SpA SEFAC     | Ferrari          | 156          | Ferrari 178 1.5 V6                                        | D     | Phil Hill               | 1–3, 5–7  |
| Scuderia Ferrari SpA SEFAC     | Ferrari          | 156          | Ferrari 178 1.5 V6                                        | D     | Giancarlo Baghetti      | 1, 3, 6–7 |
| Scuderia Ferrari SpA SEFAC     | Ferrari          | 156          | Ferrari 178 1.5 V6                                        | D     | Ricardo Rodríguez       | 1–3, 6–7  |
| Scuderia Ferrari SpA SEFAC     | Ferrari          | 156          | Ferrari 178 1.5 V6                                        | D     | Lorenzo Bandini         | 2, 6–7    |
| Scuderia Ferrari SpA SEFAC     | Ferrari          | 156          | Ferrari 178 1.5 V6                                        | D     | Willy Mairesse          | 2–3, 7    |
| Team Lotus                     | Lotus            | 25 24        | Climax FWMV 1.5 V8                                        | D     | Jim Clark               | Toutes    |
| Team Lotus                     | Lotus            | 25 24        | Climax FWMV 1.5 V8                                        | D     | Trevor Taylor           | Toutes    |
| Cooper Car Company             | Cooper           | T60 T55      | Climax FWMV 1.5 V8 Climax FPF 1.5 L4                      | D     | Bruce McLaren           | Toutes    |
| Cooper Car Company             | Cooper           | T60 T55      | Climax FWMV 1.5 V8 Climax FPF 1.5 L4                      | D     | Tony Maggs              | Toutes    |
| Cooper Car Company             | Cooper           | T60 T55      | Climax FWMV 1.5 V8 Climax FPF 1.5 L4                      | D     | Tim Mayer               | 8         |
| Brabham Racing Organisation    | Lotus Brabham    | 24 BT3       | Climax FWMV 1.5 V8                                        | D     | Jack Brabham            | 1-6, 8-9  |
| UDT Laystall Racing Team       | Lotus            | 24 18-21     | Climax FWMV 1.5 V8 Climax FPF 1.5 L4 BRM P56 1.5 V8       | D     | Innes Ireland           | 1-5, 7-9  |
| UDT Laystall Racing Team       | Lotus            | 24 18-21     | Climax FWMV 1.5 V8 Climax FPF 1.5 L4 BRM P56 1.5 V8       | D     | Masten Gregory          | 1-5, 7-8  |
| Porsche System Engineering     | Porsche          | 804 718      | Porsche 753 1.5 Flat-8 Porsche 547/3 1.5 Flat-4           | D     | Joakim Bonnier          | 1-2, 4-8  |
| Porsche System Engineering     | Porsche          | 804 718      | Porsche 753 1.5 Flat-8 Porsche 547/3 1.5 Flat-4           | D     | Dan Gurney              | 1-2, 4-8  |
| Écurie Maarsbergen             | Porsche Emeryson | 718 787 61   | Porsche 547/3 1.5 Flat-4 Climax FPF 1.5 L4                | D     | Carel Godin de Beaufort | Toutes    |
| Écurie Maarsbergen             | Porsche Emeryson | 718 787 61   | Porsche 547/3 1.5 Flat-4 Climax FPF 1.5 L4                | D     | Ben Pon                 | 1         |
| Écurie Maarsbergen             | Porsche Emeryson | 718 787 61   | Porsche 547/3 1.5 Flat-4 Climax FPF 1.5 L4                | D     | Wolfgang Seidel         | 1         |
| Owen Racing Organisation       | BRM              | P57 P48/57   | BRM P56 1.5 V8                                            | D     | Graham Hill             | Toutes    |
| Owen Racing Organisation       | BRM              | P57 P48/57   | BRM P56 1.5 V8                                            | D     | Richie Ginther          | Toutes    |
| Bowmaker Racing Team           | Lola             | Mk4          | Climax FWMV 1.5 V8                                        | D     | John Surtees            | Toutes    |
| Bowmaker Racing Team           | Lola             | Mk4          | Climax FWMV 1.5 V8                                        | D     | Roy Salvadori           | 1-2, 4-9  |
| Ecurie Galloise                | Cooper BRM       | T53 P48/57   | Climax FPF 1.5 L4 BRM P56 1.5 V8                          | D     | Jackie Lewis            | 1-2, 4-6  |
| Rob Walker Racing Team         | Lotus            | 24           | Climax FWMV 1.5 V8                                        | D     | Maurice Trintignant     | 2-4, 6-8  |
| Scuderia Republica di Venezia  | Lotus Porsche    | 18-21 718 24 | Climax FPF 1.5 L4 Porsche 547/3 1.5 Flat-4                | D     | Nino Vaccarella         | 2, 6-7    |
| Ecurie Nationale Suisse        | Lotus            | 21           | Climax FPF 1.5 L4                                         | D     | Joseph Siffert          | 2         |
| Emeryson Cars                  | Lotus Emeryson   | 18 61        | Climax FPF 1.5 L4                                         | D     | John Campbell-Jones     | 3         |
| Emeryson Cars                  | Lotus Emeryson   | 18 61        | Climax FPF 1.5 L4                                         | D     | Tony Settember          | 5, 7      |
| Écurie nationale belge         | Lotus ENB        | 18-21 F1     | Climax FPF 1.5 L4 Maserati 6-1500 L4                      | D     | Lucien Bianchi          | 3, 6      |
| Scuderia Filipinetti           | Lotus Porsche    | 21 24 718    | Climax FPF 1.5 L4 BRM P56 1.5 V8 Porsche 547/3 1.5 Flat-4 | D     | Joseph Siffert          | 3-4, 6-7  |
| Scuderia Filipinetti           | Lotus Porsche    | 21 24 718    | Climax FPF 1.5 L4 BRM P56 1.5 V8 Porsche 547/3 1.5 Flat-4 | D     | Heinz Schiller          | 6         |
| Scuderia Filipinetti           | Lotus Porsche    | 21 24 718    | Climax FPF 1.5 L4 BRM P56 1.5 V8 Porsche 547/3 1.5 Flat-4 | D     | Heini Walter            | 6         |
| Autosport Team Wolfgang Seidel | Lotus            | 24           | BRM P56 1.5 V8                                            | D     | Dan Gurney              | 3         |
| Autosport Team Wolfgang Seidel | Lotus            | 24           | BRM P56 1.5 V8                                            | D     | Wolfgang Seidel         | 5-6       |
| Autosport Team Wolfgang Seidel | Lotus            | 24           | BRM P56 1.5 V8                                            | D     | Gunther Seiffert        | 6         |
| Autosport Team Wolfgang Seidel | Lotus            | 24           | BRM P56 1.5 V8                                            | D     | Tony Shelly             | 7         |
| Anglo-American Equipe          | Cooper           | T59-Aiden    | Climax FPF 1.5 L4                                         | D     | Ian Burgess             | 5-7       |
| Ecurie Excelsior               | Lotus            | 18           | Climax FPF 1.5 L4                                         | D     | Jay Chamberlain         | 5, 7      |
| John Dalton                    | Lotus            | 18-21        | Climax FPF 1.5 L4 BRM P56 1.5 V8                          | D     | Tony Shelly             | 5-6       |
| Gilby Engineering              | Gilby            | 62           | BRM P56 1.5 V8                                            | D     | Keith Greene            | 6-7       |
| Bernard Collomb                | Cooper           | T53          | Climax FPF 1.5 L4                                         | D     | Bernard Collomb         | 6         |
| Scuderia De Tomaso             | De Tomaso        | F1           | De Tomaso 1.5 Flat-8                                      | D     | Nasif Estefano          | 7         |
| Scuderia Settecolli            | De Tomaso        | F1           | O.S.C.A. 372 1.5 L4                                       | D     | Roberto Lippi           | 7         |
| Gerry Ashmore                  | Lotus            | 18-21        | Climax FPF 1.5 L4                                         | D     | Gerry Ashmore           | 7         |
| Scuderia Jolly Club            | Lotus            | 18           | Climax FPF 1.5 L4                                         | D     | Ernesto Prinoth         | 7         |
| Dupont Team Zerex              | Lotus            | 24           | Climax FWMV 1.5 V8                                        | D     | Roger Penske            | 8         |
| Hap Sharp                      | Cooper           | T53          | Climax FPF 1.5 L4                                         | D     | Hap Sharp               | 8         |
| Jim Hall                       | Lotus            | 21           | Climax FPF 1.5 L4                                         | D     | Jim Hall                | 8         |
| John Mecom                     | Lotus            | 24           | Climax FPF 1.5 L4                                         | D     | Rob Schroeder           | 8         |
| Bruce Johnstone                | BRM              | P48/57       | BRM P56 1.5 V8                                            | D     | Bruce Johnstone         | 9         |
| Ernie Pieterse                 | Lotus            | 21           | Climax FPF 1.5 L4                                         | D     | Ernie Pieterse          | 9         |
| John Love                      | Cooper           | T55          | Climax FPF 1.5 L4                                         | D     | John Love               | 9         |
| Neville Lederle                | Lotus            | 21           | Climax FPF 1.5 V8                                         | D     | Neville Lederle         | 9         |
| Otelle Nucci                   | LDS              | Mk 1         | Alfa Romeo Giulietta 1.5 L4                               | D     | Doug Serrurier          | 9         |
| Mike Harris                    | Cooper           | T53          | Alfa Romeo Giulietta 1.5 L4                               | D     | Mike Harris             | 9         |

## Résumé du championnat du monde 1962
Dès son premier Grand Prix en Hollande, la révolutionnaire Lotus 25 fait parler la poudre aux mains de Jim Clark. Mais ralenti par des ennuis de boîte de vitesses, l'Ecossais chute hors des points et cède la victoire à Graham Hill.
À nouveau victime de problèmes de transmission à Monaco, Clark ne peut profiter de sa pole position. Bruce McLaren remporte l'épreuve tandis que Phil Hill, solide deuxième rejoint son homonyme Graham Hill au championnat.
Épargné par les soucis mécaniques, Clark écrase la course à Spa-Francorchamps et remporte sa première victoire en championnat du monde loin devant Graham Hill, qui consolide sa position au championnat.
À Rouen, en l'absence des Ferrari retenues par des mouvements sociaux en Italie, on attend un nouvel épisode du duel entre Graham Hill et Jim Clark. À la suite des abandons des deux hommes forts du championnat, Dan Gurney s'impose au volant d'une Porsche pourtant peu fringante depuis le début de saison.
En l'emportant à Aintree tandis que Graham Hill, en butte à des ennuis de pneus ne se classe que quatrième, Clark se repositionne dans le sillage de son rival au championnat. Le scénario s'inverse sous la pluie du Nürburgring où Hill s'impose au prix d'une belle bagarre avec John Surtees et Dan Gurney, alors que Clark ne peut faire mieux que quatrième. À Monza, une seconde victoire consécutive de Hill combinée à un abandon précoce de Clark permet à l'Anglais de creuser un écart de 16 points sur Clark, désormais devancé au championnat par Bruce McLaren. Cet écart est toutefois à relativiser, Hill ayant déjà marqué des points à six reprises et devant commencer à soustraire ses moins bons résultats (en enlevant sa sixième place de Monaco, Hill ne possède donc que 15 points d'avance sur Clark)
En s'imposant avec aisance devant Hill à Watkins Glen, Clark reprend 6 points au championnat à Hill puisque ce dernier doit retrancher sa quatrième place de Aintree. Clark aborde donc la finale du championnat en Afrique du Sud avec un retard de 9 points sur Hill et une chance réelle d'être titré puisqu'il lui suffit de gagner pour rejoindre Hill au championnat et le coiffer au bénéfice du plus grand nombre de victoires. Auteur de la pole position, Clark prend la course en main et à vingt tours de l'arrivée, est champion du monde virtuel. Une casse moteur de la Lotus du pilote écossais offre la victoire et le titre mondial à Graham Hill.

## Grands Prix de la saison 1962
| no  | Date         | Grand Prix                    | Lieu              | Vainqueur     | Écurie        | Pole position | Record du tour | Résumé |
| --- | ------------ | ----------------------------- | ----------------- | ------------- | ------------- | ------------- | -------------- | ------ |
| 103 | 20 mai       | Grand Prix des Pays-Bas       | Zandvoort         | Graham Hill   | BRM           | John Surtees  | Bruce McLaren  | Résumé |
| 104 | 3 juin       | Grand Prix de Monaco          | Monaco            | Bruce McLaren | Cooper-Climax | Jim Clark     | Jim Clark      | Résumé |
| 105 | 17 juin      | Grand Prix de Belgique        | Spa-Francorchamps | Jim Clark     | Lotus-Climax  | Graham Hill   | Jim Clark      | Résumé |
| 106 | 8 juillet    | Grand Prix de France          | Rouen             | Dan Gurney    | Porsche       | Jim Clark     | Graham Hill    | Résumé |
| 107 | 21 juillet   | Grand Prix de Grande-Bretagne | Aintree           | Jim Clark     | Lotus-Climax  | Jim Clark     | Jim Clark      | Résumé |
| 108 | 5 août       | Grand Prix d'Allemagne        | Nürburgring       | Graham Hill   | BRM           | Dan Gurney    | Graham Hill    | Résumé |
| 109 | 16 septembre | Grand Prix d'Italie           | Monza             | Graham Hill   | BRM           | Jim Clark     | Graham Hill    | Résumé |
| 110 | 7 octobre    | Grand Prix des États-Unis     | Watkins Glen      | Jim Clark     | Lotus-Climax  | Jim Clark     | Jim Clark      | Résumé |
| 111 | 29 décembre  | Grand Prix d'Afrique du Sud   | East London       | Graham Hill   | BRM           | Jim Clark     | Jim Clark      | Résumé |

## Classement des pilotes
| Classement | Pilote                  | Pays             | Voiture                        | Nombre de points |
| ---------- | ----------------------- | ---------------- | ------------------------------ | ---------------- |
| 1er        | Graham Hill             | Royaume-Uni      | BRM                            | 42 (52)          |
| 2e         | Jim Clark               | Royaume-Uni      | Lotus-Climax                   | 30               |
| 3e         | Bruce McLaren           | Nouvelle-Zélande | Cooper-Climax                  | 27 (32)          |
| 4e         | John Surtees            | Royaume-Uni      | Lola-Climax                    | 19               |
| 5e         | Dan Gurney              | États-Unis       | Porsche                        | 15               |
| 6e         | Phil Hill               | États-Unis       | Ferrari                        | 14               |
| 7e         | Tony Maggs              | Afrique du Sud   | Cooper-Climax                  | 13               |
| 8e         | Richie Ginther          | États-Unis       | BRM                            | 10               |
| 9e         | Jack Brabham            | Australie        | Lotus-Climax et Brabham-Climax | 9                |
| 10e        | Trevor Taylor           | Royaume-Uni      | Lotus-Climax                   | 6                |
| 11e        | Giancarlo Baghetti      | Italie           | Ferrari                        | 5                |
| 12e        | Lorenzo Bandini         | Italie           | Ferrari                        | 4                |
| 13e        | Ricardo Rodríguez       | Mexique          | Ferrari                        | 4                |
| 14e        | Willy Mairesse          | Belgique         | Ferrari                        | 3                |
| 15e        | Joakim Bonnier          | Suède            | Porsche                        | 3                |
| 16e        | Innes Ireland           | Royaume-Uni      | Lotus-Climax                   | 2                |
| 17e        | Carel Godin de Beaufort | Pays-Bas         | Porsche                        | 2                |
| 18e        | Masten Gregory          | États-Unis       | Lotus-BRM                      | 1                |
| 19e        | Neville Lederle         | Afrique du Sud   | Lotus-Climax                   | 1                |

## Classement des constructeurs
| Classement | Pays        | Voiture        | Nombre de points |
| ---------- | ----------- | -------------- | ---------------- |
| 1er        | Royaume-Uni | BRM            | 42               |
| 2e         | Royaume-Uni | Lotus-Climax   | 36               |
| 3e         | Royaume-Uni | Cooper-Climax  | 29               |
| 4e         | Royaume-Uni | Lola-Climax    | 19               |
| 5e         | Allemagne   | Porsche        | 18               |
| 6e         | Italie      | Ferrari        | 18               |
| 7e         | Australie   | Brabham-Climax | 6                |
| 8e         | Royaume-Uni | Lotus-BRM      | 1                |

## Liste des Grands Prix disputés cette saison ne comptant pas pour le championnat du monde de Formule 1
| Nom                               | Circuit           | Date          | Vainqueur               | Constructeur  |
| --------------------------------- | ----------------- | ------------- | ----------------------- | ------------- |
| Ve Grand Prix du Cap              | Killarney         | 2 janvier     | Trevor Taylor           | Lotus-Climax  |
| IVe Grand Prix de Bruxelles       | Parc du Heysel    | 1er avril     | Willy Mairesse          | Ferrari       |
| IIIe Lombank Trophy               | Snetterton        | 14 avril      | Jim Clark               | Lotus-Climax  |
| XIVe Lavant Cup                   | Goodwood          | 23 avril      | Bruce McLaren           | Cooper-Climax |
| Xe Glover Trophy                  | Goodwood          | 23 avril      | Graham Hill             | BRM           |
| XXIIe Grand Prix de Pau           | Pau               | 23 avril      | Maurice Trintignant     | Lotus-Climax  |
| VIIe Aintree 200                  | Aintree           | 29 avril      | Jim Clark               | Lotus-Climax  |
| XVe BRDC International Trophy     | Silverstone       | 12 mai        | Graham Hill             | BRM           |
| XXe Grand Prix de Naples          | Posillipo         | 20 mai        | Willy Mairesse          | Ferrari       |
| Ier International 2000 Guineas    | Mallory Park      | 11 juin       | John Surtees            | Lola-Climax   |
| XIIIe Crystal Palace Trophy       | Crystal Palace    | 11 juin       | Innes Ireland           | Lotus-BRM     |
| IIIe Grand Prix de Reims          | Reims             | 1er juillet   | Bruce McLaren           | Cooper-Climax |
| XIIe Solituderennen               | Solitudering      | 15 juillet    | Dan Gurney              | Porsche       |
| VIIIe Kanonloppet                 | Karlskoga         | 12 août       | Masten Gregory          | Lotus-BRM     |
| Ier Grand Prix de la Méditerranée | Enna-Pergusa      | 19 août       | Lorenzo Bandini         | Ferrari       |
| IIIe Grand Prix du Danemark       | Roskildering      | 25–26 août    | Jack Brabham            | Lotus-Climax  |
| IXe Gold Cup                      | Oulton Park       | 1er septembre | Jim Clark               | Lotus-Climax  |
| Ier Grand Prix du Mexique         | Magdalena Mixhuca | 4 novembre    | Jim Clark Trevor Taylor | Lotus-Climax  |
| IIIe Grand Prix de Rhodésie       | Bulawayo          | 2 décembre    | Gary Hocking            | Lotus-Climax  |
| Ve Grand Prix du Rand             | Kyalami           | 15 décembre   | Jim Clark               | Lotus-Climax  |
| IIe Grand Prix du Natal           | Westmead          | 22 décembre   | Trevor Taylor           | Lotus-Climax  |